# Guy de Lons
Pour les articles homonymes, voir Lons (homonymie).
Guy de Lons fut évêque de Lescar (Pyrénées-Atlantiques) dans la première moitié du XIIe siècle.

## Biographie
Il fut nommé évêque de Lescar en 1115, l'un des diocèses  qui composaient la vicomté de Béarn. À cette époque, Gaston IV de Béarn, illustre guerrier et chrétien fervent, qui était surnommé le Croisé en honneur à sa participation à la première croisade, en était le vicomte. Gaston était un allié du roi d'Aragon Alphonse Ier le Batailleur, avec qui il partageait l'ambition d'arracher les terres de la péninsule ibérique aux Musulmans. Guy, lui aussi bon guerrier, devint le bras droit du vicomte et l'accompagna dans la quasi-totalité de ses campagnes au sud des Pyrénées.
Le pape Gélase II organisa en 1118 un petit concile à Toulouse, durant lequel il accorda le titre de croisade à l'expédition planifiée par Alphonse Ier et Gaston IV contre la ville musulmane de Saragosse. Guy de Lons assista à ce concile, et plus tard accompagna les troupes béarnaises qui participèrent à la prise de la cité de l'Èbre en décembre de la même année. Il demeura en Aragon pour prendre part à la prise de Tudela (1119), puis il revint en Béarn.
En 1120, il commença les travaux de la nouvelle cathédrale de Lescar, la plus grande de la région à l'époque.
Guy de Lons se signala à nouveau en Aragon en 1122, assistant à la création de la Fraternité de Belchite, confrérie militaire précurseur des ordres des moines-soldats. Deux ans plus tard il prit part à de nouveaux faits d'armes, aux côtés de Gaston et d'Alphonse, dans leur incursion sur Peña Cadiella. Il ne paraît toutefois pas avoir pris part à la grande expédition des deux souverains sur Grenade (1125-1126).
Il fut nommé précepteur de Centulle VI de Béarn, né vers 1128, héritier de Gaston. À la mort de Gaston en 1130, Centulle n'étant qu'un petit enfant, le commandement des troupes béarnaises revint naturellement à l'évêque Guy. Il participa à la énième croisade convoquée par Alphonse Ier en 1134, cette fois contre la forteresse de Fraga. Plus encore, ce fut à lui que le roi confia la direction spirituelle de la croisade, malgré la présence dans l'expédition des évêques aragonais de Roda, Huesca ou Nájera. En conséquence, ce fut Guy qui eut la responsabilité de protéger la relique (un lignum crucis ou morceau de la vraie croix), qu'Alphonse transportait à ses côtés pour lui porter chance dans les combats.
Le 17 juillet 1134, à la bataille de Fraga, une armée almoravide attaqua et mit en déroute l'armée croisée, faisant périr la quasi totalité des chevaliers chrétiens. Guy défendit la relique mais fut finalement fait prisonnier. Ses vainqueurs lui arrachèrent les yeux et le libérèrent contre une forte rançon.
Il mourut en mai 1141.